# Get Back - Together
Get Back - Together är det andra albumet av det återskapade Liverpoolbandet The Quarrymen, gruppen vars originalsättning utvecklades till The Beatles. Det nygamla Quarrymen består huvudsakligen av medlemmar från den gamla tiden, förutom de från Beatles kända John Lennon, Paul McCartney och George Harrison.
Albumet, som spelades in i Liverpool 1997 och släpptes samma år, innehåller låtar som det tidiga The Quarrymen spelade live i slutet av femtiotalet. Albumets titel anspelar på The Beatles låt "Get Back".

## Låtlista
med kommentarer om hur beatlarna använt samma låtmaterial
1. Mean Woman Blues
  - Paul McCartney spelade den på MTV Unplugged. Låten släpptes även som reklam-singel för Unplugged-serien.
2. Midnight Special (amerikansk folklåt)
  - Beatles spelade den 1969 under arbetet mes albumet Let It Be, ett material som finns spritt som bootleg. McCartney har med den på sin Unplugged-skiva. Dessutom brukar han använda den vid soundcheck.
3. Blue Moon of Kentucky (Bill Monroe)
  - 1994 släppt på Beatles Anthology. McCartney har också med den på sin Unplugged-skiva.
4. I Forgot To Remember To Forget
  - Beatles spelade den i radio, i direktsändning på BBC. Den inspelningen släpptes på skiva 1994, på plattan Live at the BBC.
5. Whole Lotta Shakin' Goin' On (Jerry Lee Lewis)
  - Finns på bootleg-material från Beatles överblivna inspelningssessioner från albumet Let It Be'.
6. Pick A Bale Of Cotton (amerikansk trad-låt, förknippad kanske mest med bluessångaren Leadbelly
7. That's All Right (Mama) (Arthur Crudup)
  - Sändes live på BBC med the Beatles. Släpptes på skiva 1994.
8. Blue Suede Shoes (Carl Perkins)
  - The Beatles spelade in den under arbetet med Let It Be. Den finns som bootleg samt släpptes i bearbetad version 1995 på The Beatles Anthology 3.
9. When The Sun Goes Down (Leroy Carr)
10. Don't Be Cruel (Otis Blackwell)
  - Ringo Starr, den ende Beatles-medlemmen som aldrig ingått i Quarrymen, spelade in den på 1990-talet.
11. You're Right, I'm Left, She's Gone (Jerry Lee Lewis)
12. Be-Bop-A-Lula (Gene Vincent-Tex Davis)
  - John Lennon hade med den på LP:n Rock 'N' Roll 1975.
13. Have I Told You Lately That I Love You? (Scotty Wiseman)
  - Ringo Starr spelade in den på sitt första soloalbum, Sentimental Journey.
14. Twenty Flight Rock (Eddie Cochran)
  - 1957 visade Paul McCartney för John Lennon hur man spelar den här låten.
15. Lost John (tradlåt)
  - The Beatles spelade den under arbetet med Let it Be; den finns på välspridd bootleg. John Lennon spelade in den.1970. 1998 släpptes en bearbetning av Beatles-versionen i Anthology-projektet.